# Wojciech Łobodziński
Wojciech Łobodziński (* 20. Oktober 1982 in Bydgoszcz, Polen) ist ein polnischer ehemaliger Fußballspieler.

## Karriere

### Verein
Wojciech Łobodziński debütierte im Alter von sechzehn Jahren in der vierten Liga für Zawisza Bydgoszcz, in dessen Jugend er schon gespielt hatte. Dort machte er schnell auf sich aufmerksam, da er in vier Spielen vier Tore erzielte.
In der Hinrunde 1999/00 wurde er daher vom damaligen Erstligisten OKS Stomil Olsztyn auf Leihbasis verpflichtet. Dort kam er am 3. Oktober 1999 zum Ligadebüt, als er im Heimspiel gegen Amica Wronki (1:1) in der 75. Minute für Paweł Holc eingewechselt wurde. Nach dem halbjährigen Leihgeschäft wurde er jedoch nicht fest verpflichtet.
Im Januar 2000 wurde er daraufhin vom Erstligisten Wisła Płock verpflichtet, wo er in den nächsten dreieinhalb Jahren zu neununddreißig Einsätzen kam, drei Tore erzielte, einmal ab- und aufstieg.
Im Sommer 2003 wechselte er zum damaligen Zweitligisten Zagłębie Lubin. Dort wurde er Stammspieler und stieg mit dem Verein nach nur einem Jahr direkt in die Ekstraklasa auf. 2007 wurde er dann mit Zagłębie Lubin polnischer Meister und Supercupsieger. Insgesamt bestritt er hunderteinundzwanzig Spiele und erzielte achtzehn Tore.
In der Winterpause 2007/08 wechselte er dann zum Ligakonkurrenten und Top-Klub Wisła Kraków. Dort war er zunächst auch Stammspieler, verlor seinen Stammplatz aber in der Saison 2010/11. Sein 2011 auslaufender Vertrag wurde daher nicht verlängert. Für Wisła Kraków bestritt er insgesamt siebzig Spiele und erzielte vier Tore.
Łobodziński spielte in der Rückrunde 2011/12 für den polnischen Traditionsverein Łódzki KS. Zuvor war er ein halbes Jahr vereinslos. Bei Łódzki KS war er wieder Stammspieler. Nach dem Abstieg im Sommer 2012 wechselte er zum damaligen Zweitligisten Miedź Legnica. Seit Januar 2019 war er nur noch für dessen 2. Mannschaft in der vierten Liga aktiv; am Ende der Saison beendete er seine Karriere.

### Nationalmannschaft
Łobodziński durchlief ausnahmslos alle Jugendnationalmannschaften Polens. In der polnischen A-Nationalmannschaft debütierte er am 6. Dezember 2006 beim 5:2-Sieg über die Vereinigten Arabischen Emirate. Bisher absolvierte Wojciech Łobodziński 23 Länderspiele für Polen, in denen er zwei Tore schoss. Der polnische Nationaltrainer Leo Beenhakker nominierte ihn für die EM 2008 in Österreich und der Schweiz. Seit 2009 zählte er nicht mehr zum Kader der Nationalmannschaft.

## Erfolge
- U16-Vize-Europameister (1999)
- U18-Europameister (2001)
- Polnischer Meister (2007, 2008, 2009 und 2011)
- Polnischer Supercupsieger (2008)
- EM-Teilnahme (2008)